# Contra Golpe
The Feather and Father Gang (br.:Contra Golpe) é uma série de televisão estadunidense do gênero Policial, produzida pela Larry White Productions e Columbia Pictures Television. Foi exibida em 6 de dezembro de 1976 até 30 de julho de 1977.

## Sinopse
Toni "Feather" Danton era uma advogada linda de  Los Angeles com a empresa de Huffaker, Danton e Binkwell que muitas vezes se virou para ela vigarista pai Harry para a assistência na investigação de crimes. "Feather" e Harry muitas vezes procurou uma picada. os bandidos para entregar-se; nessas ocasiões, eles se voltaram para velhos parceiros de Harry (incluindo Michael, Murphy, Enzo Margo e Lou) para obter ajuda, às vezes usando disfarces e encenação elaborada.

## Elenco
- Stefanie Powers como Toni "Feather" Danton
- Harold Gould como Harry Danton
- Frank Delfino como Enzo
- Joan Shawlee como Margo
- Monte Landis como Michael
- Lewis Charles como Lou